# Шведський клас І з хокею 1924
Клас 1: 1924 — 2-й сезон у Класі 1, що був на той час найвищою за рівнем клубною лігою у шведському хокеї з шайбою. 
У чемпіонаті взяли участь 7 клубів. Турнір проходив у одне коло.
Переможцем змагань став клуб «Юргорден» ІФ (Стокгольм) .

## Турнірна таблиця
|   | Команда                     | І | В | Н | П | Ш       | О  |
| - | --------------------------- | - | - | - | - | ------- | -- |
| 1 | «Юргорден» ІФ (Стокгольм)   | 6 | 4 | 2 | 0 | 26 - 10 | 10 |
| 2 | ІФ «Ліннеа» (Стокгольм)     | 6 | 4 | 2 | 0 | 20 - 10 | 10 |
| 3 | «Гаммарбю» ІФ (Стокгольм)   | 6 | 4 | 1 | 1 | 31 - 12 | 9  |
| 4 | ІФ «Санкт-Ерік» (Стокгольм) | 6 | 2 | 1 | 3 | 17 - 20 | 5  |
| 5 | ІФК Стокгольм               | 6 | 2 | 0 | 4 | 9 - 27  | 4  |
| 6 | Нака СК                     | 6 | 1 | 0 | 5 | 18 - 20 | 2  |
| 7 | «Трансбергс» ІФ (Стокгольм) | 6 | 1 | 0 | 5 | 8 - 26  | 2  |